# Schizomavella pseudoneptuni
Schizomavella pseudoneptuni is een mosdiertjessoort uit de familie van de Bitectiporidae. De wetenschappelijke naam van de soort is voor het eerst geldig gepubliceerd in 1986 door d'Hondt.